# Parozodera farinosa
Parozodera farinosa là một loài bọ cánh cứng trong họ Cerambycidae.